# Oleg Shatskikh
Oleg Shatskikh (en ruso: Олег Александрович Шацких; Taskent, Uzbekistán; 15 de octubre de 1974) es un exfutbolista de Uzbekistán que jugaba en la posición de delantero. Es hermano del también futbolista Maksim Shatskikh.

## Carrera

### Club
| Periodo   | Club                | Apariciones | Goles |
| --------- | ------------------- | ----------- | ----- |
| 1992      | Pakhtakor Tashkent  | 2           | 2     |
| 1992–1995 | Politotdel          | 75          | 63    |
| 1995–1997 | Navbahor Namangan   | 64          | 60    |
| 1998      | FC Dustlik          | 3           | 3     |
| 1999–2001 | FK Samarqand-Dinamo | 2           | 1     |
| 2003      | FC Dustlik          | 13          | 0     |

### Selección nacional
Jugó para Uzbekistán en 11 ocasiones de 1996 a 1997 y anotó nueve goles; participó en la Copa Asiática 1996.

## Logros

### Club
- Uzbek League: 1992, 1996
- Uzbek Cup: 1995

### Individual
- Goleador de la Liga de fútbol de Uzbekistán: 1995 (26 goles), 1996 (23 goles)
- Futbolista uzbeko del año: 1995
- Jugador asiático del mes: septiembre de 1997[6]